# Saint-Jacques (metrostation)
Saint-Jacques is een station van de metro in Parijs langs metrolijn 6 in het 14e arrondissement.
De naam is afgeleid van de nabijgelegen Rue Saint-Jacques die verwijst naar de pelgrims naar Santiago de Compostella die vanaf de kerk Saint-Jacques-de-la-Boucherie (waarvan enkel de Sint-Jakobstoren nog rest) vertrokken.

## Geschiedenis
Het station werd geopend op 24 april 1906 als onderdeel van de toenmalige metrolijn 2 Sud. Vanaf 14 oktober 1907 lag het station langs metrolijn 5. Op 6 oktober 1942 werd het traject tussen station Place d'Italie en station Charles de Gaulle - Étoile overgeheveld van metrolijn 5 naar metrolijn 6.

## Aansluitingen
- Bus (RATP): 216 - Orlybus

## In de omgeving
- Gevangenis van La Santé

Charles de Gaulle - Étoile · Kléber · Boissière · Trocadéro · Passy · Bir-Hakeim · Dupleix · La Motte-Picquet - Grenelle · Cambronne · Sèvres - Lecourbe · Pasteur · Montparnasse - Bienvenüe · Edgar Quinet · Raspail · Denfert-Rochereau · Saint-Jacques · Glacière · Corvisart · Place d'Italie · Nationale · Chevaleret · Quai de la Gare · Bercy · Dugommier · Daumesnil · Bel-Air · Picpus · Nation